# 조 뎀프시
조 뎀프시(Joe Dempsie, 1987년 6월 22일 ~ )는 잉글랜드의 배우이다.